# Ipari katasztrófa

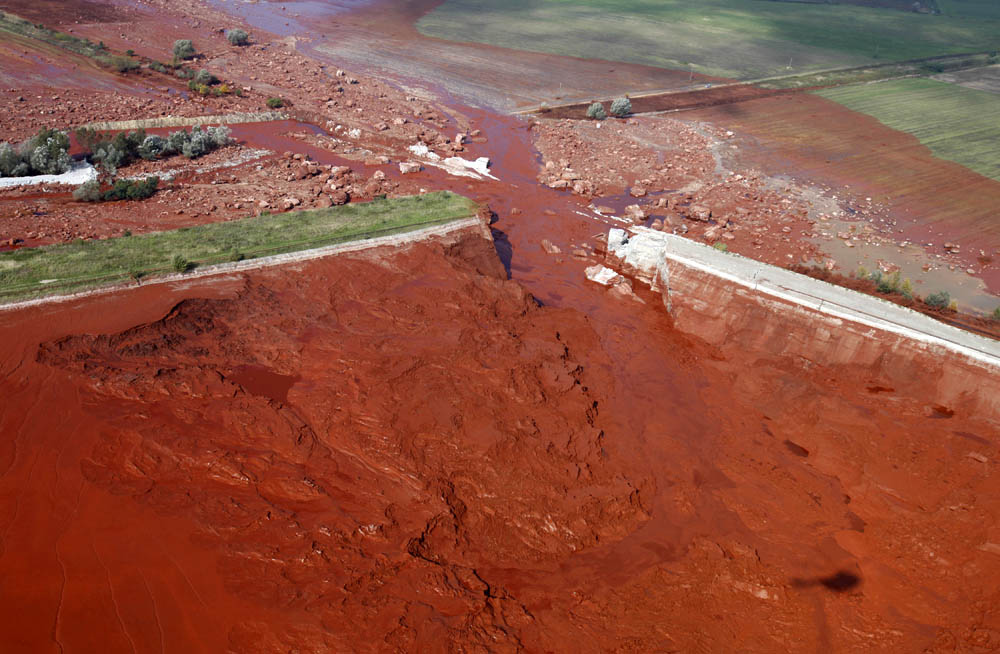
Ajkai vörösiszap-katasztrófa

Az ipari katasztrófa olyan, az iparban bekövetkező baleset, melynél az okozott kár kiemelkedően jelentős mértékű, illetve tömeges emberi sérülés vagy haláleset következik be. A baleset oka lehet véletlen, vétkes hanyagság vagy hozzá nem értés is.
Egyes más baleseteket is szokás az ipari katasztrófák körébe sorolni, ha ipari termékek vagy folyamatok fontos szerepet játszanak a bekövetkezés során. Tipikus példa erre a nagy chicagói tűzvész, melynél ugyan a tűz játszotta a fő szerepet, de a baleset a kis területen koncentrálódó fűrészmalmok, faházak, üzemanyag- és más kémiai anyagok telepei miatt vált katasztrófává.
Napjainkig a bhopáli katasztrófát tekintik a legnagyobb ipari katasztrófának.

## Vegyipari katasztrófák
- 1921. szeptember 21.: az oppaui (Oppau ma Ludwigshafen része) robbanás Németországban
- 1932-1968: a Minamata-katasztrófa, a japán  Minamatai-öbölnél
- 1947. április 16.: a Texas City-i katasztrófa, Texasban
- 1948: a BASF katasztrófája Ludwigshafenben, Németországban
- 1974. június 1.: a flixborough-i katasztrófa, Angliában
- 1976. július 10.: a sevesói katasztrófa, dioxinszennyezés az olaszországi Sevesóban a svájci Hoffmann–La Roche cég leányvállalata, az ICMESA (Industrie Chimiche Meda Societa Azionaria) vegyi üzem telephelyén
- 1984. december 3.: a bhopáli katasztrófa, Indiában
- 1986. november 1.: a Sandoz-katasztrófa Schweizerhalléban, Svájcban
- 1988. június 28.: a vegyi anyagok helytelen keverése miatti katasztrófa az amerikai Auburnben, Indianában
- 1989. október 23.: a Phillips-katasztrófa Pasadenában, Texasban.
- 2001. szeptember 21.: az AZF katasztrófája Toulouse-ban, Franciaországban
- 2010. október 4.: az ajkai vörösiszap-katasztrófa

## Építőipari katasztrófák
- 1909. január 20.: A chicagói vízgyűjtő-katasztrófa, az építés során kitört tűzvészben 60 ember veszett oda.
- 1978. április 27.: A Willow Island-i katasztrófa(wd), a nyugat-virginiai erőmű építés alatt álló hűtőtornya összeomlásakor 51 építőipari munkást ölt meg.
- 1981. július 17.: Kansas City-i Hyatt Hoteljének nagy átrium jellegű előcsarnokában táncversenyt rendeztek. Néhány perccel hét óra után azonban a vidámnak induló este hirtelen rémálommá változott: a táncparkett felett a második és a negyedik szint magasságában átívelő, szintén mulatozóktól roskadozó függőfolyosók nagy recsegéssel leszakadtak, és az alant táncolókra zuhantak. A tragédiában 114 fiatal meghalt, 186 pedig súlyos sérüléseket szenvedett.
- 1986. március 15.: Szingapúr Little India nevű negyedében álló népszerű Hotel New World délelőtt 11 óra 25 perckor minden előjel nélkül összeomlott, és a benn tartózkodókat maga alá temette. 33 ember veszítette életét és további 17-en megsérültek. A katasztrófát az okozta, hogy a mérnökök félreszámolták az épület terhelhetőségét.[1]
- 1995. június 29.: A szöuli Sampoong Áruház öt emeletes épülete alig 20 másodperc leforgása alatt összeomlott megölve 502 embert, és súlyosan megsebesítve további 937-et. A tragédiát a hiányos tervezés, a plusz terhelés, az emberi hanyagság és kapzsiság okozta.[2]

## Védelmi ipari katasztrófák
- 1944. július 17.: a kaliforniai Port Chicagóban történt hadianyag-robbanásban 320 ember halt meg.
- 1965. augusztus 9.: a Little Rock-i katonai légibázis rakétasilójában, Searcyben, Arkansasban 53 szerelő égett bent, amikor a kiömlő hidraulikus folyadékot egy nyílt tűzforrás belobbantotta.

## Energiaipari katasztrófák
- 1967. márciusa: a Torrey Canyon szupertanker olajkataszrófája az angliai Cornwall partjainál. Az ipari baleset környezeti katasztrófát okozott.
- 1979. március 28.: a Three Mile Island-i atomerőmű-baleset. A nem-nukleáris másodlagos rendszerben bekövetkezett mechanikai meghibásodások miatt az atomreaktorból több, mint 13 millió Curie sugárzású radioaktív gáz távozott a légkörbe.
- 1979. június 3.: az Ixtoc I. nevű olajfúrótorony nagy mennyiségű olajjal szennyezte be a Mexikói-öbölt, napjainkig ez a harmadik legnagyobb méretű ilyen típusú baleset.
- 1980. november 20.: a Texaco olajfúrótornya belefúrt a Peigneur-tó alatt lévő sóbányába, melynek következményeként a keletkező lyukon át beömlő víz feltörésekor magával ragadta a felhalmozott sót, átalakítva a környezetét, sóssá téve magát a tavat is.
- 1984. július 23.: az Union Oil romeoville-i finomítójában bekövetkezett robbanásban 19 ember halt meg.
- 1986. április 26.: a csernobili atomerőmű-baleset. Az atomerőmű balesete után nagy nagy területen szóródott szét a szennyeződés. Mindmáig a 2. legnagyobb atomkatasztrófa az 1957-es Kistim-tragédia után.
- 1988. május 5.: a Royal Dutch Shell olajfinomítójában berobbant a kiszabaduló szénhidrogén-gáz. 7 munkás halt meg, 42 megsérült és 2800 lakost kellett kitelepíteni.
- 1988. július 6.: a Piper Aplha-katasztrófa során az Északi-tengeren működő olajplatform tűzvészében 167 ember halt meg. A kár 3,4 milliárd dollár, az egyik legnagyobb olajkatasztrófa az emberéleteket, illetve az anyagi kárt figyelembe véve is.
- 1989. március 24.: az Exxon Valdez katasztrófája. Az olajszállító tankhajó zátonyra futásával 40,9 millió liter nyersolaj ömlött a tengerbe, kiirtva több százezer élőlényt. Az egyik legnagyobb ember által okozott környezeti katasztrófa mind a mai napig. A katasztrófa elhárításában segédkezők súlyos egészségügyi károsodást szenvedtek.[3]
- 2005. március 23.: a British Petroleum Texas City-i olajfinomítójában történt robbanásban 15 ember halt meg, 100 megsérült. A finomító az egyik legnagyobb a világon, az USA nemzeti üzemanyag fogyasztásának 3%-át egymaga biztosítja.
- 2005. december 11.: A Buncefield olajdepó robbanása Hertfordshire-ben. Ez volt a legnagyobb robbanás-sorozat Európában, mely békeidőben következett be. Halálos áldozat nem volt, de az anyagi kár elérte a 750 millió angol fontot.
- 2010. február 7.: Robbanás a connecticuti erőműben. A Siemens gáz- és olajtüzelésű erőművében a  tesztüzemeltetéskor, mindössze 4 hónappal az üzembe helyezés előtt következett be a baleset, 5 ember meghalt, 27 megsérült.
- 2010. április 20.: a Mexikói-öbölben felrobbant, majd elsüllyedt a BP Deepwater Horizon olajfúró platformja. 11 ember meghalt, a kiömlő olajmennyiség a legnagyobb olajkatasztrófává tette az eseményt az USA történetében.
- 2011. március 11.: Fukusimai atomerőmű-baleset

## Élelmiszeripari katasztrófák
- 1814. október 17.: a londoni Meux and Company Brewery sörfőzde tartályaiból anyagfáradás miatt kiömlő 1,2-1,5 millió liter sör 8 vagy 9 ember halálát okozta. A legtöbben egyszerűen belefulladtak a sörbe, de akadtak, akikre rászakadt a sörár alatt összeroppant ház tetőszerkezete.[4]
- 1878. május 2.: a Wasburn A malomban történő robbanáskor 18 ember meghalt. A malmot később újjáépítették, a baleset miatt új biztonsági szabályokat vezettek be a malomiparban.
- 1919. január 15.: A bostoni melaszkatasztrófa. Egy óriási melasztartály megsérült, és a becslések szerint kb. 56 km/h sebességgel az utcákon végigsöprő melasz miatt 21 ember meghalt, illetve 150 megsérült.
- 1991. szeptember 3.: a hamleti csirkefeldolgozó-üzemben 25 ember bennégett, amikor a kitörő tűzben csapdába estek a bezárt ajtók miatt.
- 2008. február 7.: a georgiai Port Wentworthben 13 ember halt meg és 42 sérült meg az Imperial Sugar cukorfinomítójában bekövetkezett robbanáskor.

## Feldolgozóipari katasztrófák
- 1860. január 10.: a Permberton Mill textilgyár minden előjel nélkül összeomlott a Massachusettsi Lawrence-ben, a becslések szerint 145 ember halt meg és 166 sérült meg.
- 1905. március 20.: A brocktoni Grover cipőgyár kazánjának robbanásakor tűz ütött ki és összedőlt az épület is, 58 halálos áldozattal, 150 sebesülttel.
- 1911. március 25.: a  New York-i Triangle ruhagyárban kiütött tűz során több, mint 100 női munkás égett bent, vagy vetette magát a mélybe a tűz elől. A katasztrófa miatt szigorúbb szabályozást vezettek be az iparágban az USA-ban, illetve ez lökést adott a női ruhagyári dolgozók nemzetközi szervezetének a jobb munkakörülmények kiharcolásához.
- 1993. május 10.: a Kader játékgyár tüze. A thaiföldi gyárban a kijáratok zárva voltak, a lépcsőház pedig összeomlott. 188 ember, főként fiatal nő halt meg.
- 2000. május 13.: a hollandiai Enschede városának tűzijáték-gyárában kitört tűzben és robbanásban 22 ember vesztette életét, illetve 947 sérült meg. Kb. 1500 otthon sérült vagy pusztult el. Az anyagi kár mértéke 300 millió amerikai dollár.
- 2007. április 18.: a qinghei acélművekben kiömlő folyékony vas 32 munkást megölt, másik 6 megsérült.

## Bányaipari katasztrófák
- 1906. március 10.: a courrières-i bánya katasztrófája. A legnagyobb európai baleset során 1099 ember, köztük sok gyermek halt meg.
- 1942. április 26.: a világ legnagyobb bányaszerencsétlenségében 1549 munkás halt meg a kínai Benxi városában.
- 1962. májusa: a pennsylvaniai Centralia városa mellett kigyulladt a szénbánya, mely azóta is izzik. A várost teljesen ki kellett üríteni, ma szellemváros.[5][6]
- 1965. május 28.: a dhanbadi szénbánya balesetében nagyjából 300 bányász vesztette életét Dzsárkhandban, Indiában.
- 1966. október 21.: Aberfanben, Walesben 116 gyerek és 28 felnőtt halt meg a közeli szénbánya meddőhányójáról lezúduló sárlavinában.
- 1972. február 26.: Ötszázezer köbméter szürkeiszap ömlött ki a Pittston Bányatársaság egyik zagytározójából a nyugat-virginiai Buffalo Creeknél[7]
- 1985. július 19.: Az olaszországi Stava nevű hegyi falunál átszakadt a közeli bánya ülepítőmedencéinek gátja.
- 2000. január 30.: az Aurul bányavállalat tározójából 100 000 tonnányi ciános víz ömlött a Szamosba, a romániai Nagybányánál. A méreg kiölte a Szamos és a Tisza élővilágának nagy részét. A vállalat csődbe ment, a kártérítést Magyarország nem tudta behajtani.
- 2019. január 25. Brumadinhói gátszakadás

## Technikai eredetű (civilizációs) katasztrófák
- mesterséges földrengés
- bányatűz
- gátszakadás
- nukleáris baleset
- állat- és növényfajok és élőhelyeik elpusztítása, kihalása
- környezetszennyezés
  - levegőszennyezés
    - szmog (füstköd)
    - savas eső

  - vízszennyezés
    - olajszennyeződés a tengereken, tengerpartokon

  - talajszennyezés
  - fényszennyezés – A fényszennyezés jelensége felborítja az állatvilág életritmusát, valószínűleg az emberre is káros.  
  - zajszennyezés

### Ember okozta ökológiai katasztrófák a 20. században

#### Hosszabb távú (akár jelenleg is tartó) ártalmas folyamatok
- az azbeszt egészségkárosító hatása
- DDT
- az ólmozott benzin egészségkárosító hatása (utolsóként 2021 júliusában Algériában hagytak fel a forgalmazásával)[8]
- ózonlyuk
- Aral-tó szennyezése és kiszárítása, Szovjet Közép-Ázsia, 1960-as évektől
- Trópusi rablóvadászat (szafari, orvvadászat)[9][10]
- Savas esők miatti erdőpusztulás
- Amazóniai esőerdők irtása
- A tengerek túlhalászata[11][12][13]

#### Időponthoz köthető események
- Nagy londoni szmog, 1952
- Majak, a kistimi-atomkatasztrófa, 1957. szeptember 29.
- Agent Orange és más dioxintartalmú növényirtószerek használata a vietnámi háborúban, 1961–1971
- Öbölháború: a Perzsa-öböl elszennyezése, az iraki megszállók felgyújtják a kuvaiti olajkutakat 1991

### Ember okozta ökológiai katasztrófák a 21. században
- Veszélyes vegyszerek szabadulnak fel az olvadó gleccserekből[14]
- Végnapjait éli az Aral-tó[15][16]
- Nigériai olajszivárgás
- Kínai szénbányatüzek
- Erdőirtás Haitin
- Erdőirtás Délkelet-Ázsiában (Indonézia és Malajzia)[17]
- A nagy csendes-óceáni szemétfolt
- A hi-tech iparágak számára fontos ritkaföldfémek bányászatával összefüggő környezetrombolás, Baotou, Kína

### Lehetséges jövőbeli katasztrófák
- Genetikailag módosított élőlények okozta katasztrófák
- Technológiai szingularitás
- A szürke trutyi (grey goo) teóriáját a molekuláris nanotechnológia egyik úttörője, Eric Drexler fejtette ki először 1986-os könyvében, a Teremtés motorjaiban. A hipotézis szerint az ember létrehoz egy önmagát reprodukálni képes nanorobotot, ami menetrend szerint elszabadul az emberi kontroll alól, és addig épít magából újabb és újabb másolatokat, exponenciálisan növekedve, míg minden anyagot elemészt a Földön. Ez az ekofágia jelensége, ami Drexler számításai szerint ezer másodpercenként egy kópia születésének tempójával nem egészen két nap alatt egy kémcsőből indulva képes lenne felfalni az egész bolygót.[18]
- Földönkívüliek támadása - Valószínűtlen, hogy földön kívüli értelemmel, ha ilyen egyáltalán létezik, valaha is közvetlen kapcsolatba kerülhetünk. Még kevésbé valószínű, hogy földönkívüliek részéről bármiféle támadás fenyegetné az emberiséget. Ennek ellenére gyakorlatilag semmilyen eszközünk nincs a Föld megvédésére egy esetleges földönkívüli-invázióval szemben, legalábbis nyilvánosságra még nem hoztak ilyet, de ellenséges földönkívüli tevékenységre sincs bizonyítékunk.[19]